# Atif Naddaf
Atif Naddaf (ur. 1956 w okolicach Damaszku) – syryjski polityk, od 2018 minister ds. handlu wewnętrznego i ochrony konsumentów Syrii.

## Życiorys
Ukończył stomatologię na Uniwersytecie Medycznym w Kijowie z tytułem doktora. W latach 2005–2009 był gubernatorem Idlib, 2009-2012 Tartusu i 2012-2016 As-Suwajdy. W 2016 roku został wybrany na członka Zgromadzenia Ludowego. Od 2018 roku pełni urząd ministra ds. handlu wewnętrznego i ochrony konsumentów.